# Verzekeringsrecht (Nederland)
Het verzekeringsrecht is het geheel van rechtsregels, die de onderlinge betrekkingen bepalen tussen enerzijds de verzekeraar en anderzijds de verzekeringnemer en/of de verzekerde. Sinds 1 januari 2006 zijn de van toepassing zijnde regels van dwingend- en regelend recht vastgelegd in boek 7 van het Burgerlijk Wetboek (Nederland). Het verzekeringsrecht was voorheen geregeld in het in 1838 ingevoerde Wetboek van Koophandel.

## De verzekeringsovereenkomst
In art. 7:925 lid 1 BW wordt de definitie van de verzekeringsovereenkomst gegeven. Hieruit blijkt dat de verzekeringsovereenkomst een kansovereenkomst is, waarbij het van een onzekere gebeurtenis afhangt of er tot uitkering wordt overgegaan. Hierbij is er onderscheid met de overeenkomst van spel en weddenschap (art. 7A: 1811 lid 2 BW), waarbij slechts een natuurlijke niet via de rechter afdwingbare verbintenis ontstaat uit de overeenkomst (art. 7A:1825 BW). Daarnaast is er het verschil, dat bij de verzekeringsovereenkomst het belang buiten de overeenkomst zelf ontstaat en bij spel + weddenschap er direct om gewed wordt en dit dus zelf de overeenkomst vormt.
Uit de definitie van de verzekeringsovereenkomst vloeien een aantal kenmerken voort:
- Het is een overeenkomst onder voorwaarde (kansovereenkomst, zie hierboven), en afhankelijk van het onzekere voorval: schade.
- Het is een consensuele overeenkomst, wilsovereenstemming is voldoende en geen bijzondere eisen voor de totstandkoming. De polis is slechts een bewijs, dat men verzekerd is (art. 7:932 lid 1 BW). De verzekeraar moet bij verlies van de polis door de verzekerde, op diens verzoek tegen vergoeding van kosten een nieuwe polis afgeven aan hem (art. 7:932 lid 3 BW).
- Het betreft een wederkerige overeenkomst tussen de verzekeraar en de verzekeringnemer. De verzekeringnemer betaalt de premie en de verzekeraar gaat tot uitkering over, indien nodig. Door het wederkerige karakter van het contract staat onder andere een beroep op ontbinding en opschorting open (art. 6:262 e.v. BW).
- De verzekeringsovereenkomst is gebaseerd op een vertrouwensrelatie tussen de verzekeraar en de verzekerde. Denk hierbij aan het risico van verzekeringsfraude (bedrog), opzettelijk veroorzaken van de eigen schade om het vergoed te krijgen en het opzettelijk verstrekken van onjuiste inlichtingen aan de verzekeraar met als opzet de verzekeraar te misleiden.
- De verzekeringsovereenkomst dient tot vergoeding van schade, met vermelding van de verzekerde som.

Hierbij geldt voor schadeverzekeringen dat de verzekering niet mag leiden tot uitbetaling van een hoger bedrag, dan dat de schade was (indemniteitsbeginsel). Dit beginsel geldt alleen bij schadeverzekeringen (art. 7:960 BW).

## Mededelingsplicht
De verzekerde heeft vóór het sluiten van de verzekeringsovereenkomst een mededelingsplicht jegens zijn verzekeraar (art. 7:928 BW) over feiten en omstandigheden die met de verzekeringsovereenkomst samenhangen. Mededelingen over het strafrechtelijk verleden van een verzekerde hoeven alleen te worden gegeven, wanneer daar uitdrukkelijk door de verzekeraar naar wordt gevraagd en wanneer de strafbare feiten niet langer dan acht jaren vóór het sluiten van de verzekeringsovereenkomst zijn gepleegd (art. 7:928 lid 5 BW).
Voldoet de verzekerde niet aan zijn mededelingsplicht, dan heeft dit slechts gevolgen voor zijn verzekering, wanneer de verzekeraar hem binnen twee maanden na de ontdekking hiervan op gewezen heeft en van de mogelijke gevolgen hiervan op de hoogte heeft gesteld (art. 7:929 lid 1 BW). Het is niet altijd duidelijk wanneer gezegd kan worden dat de verzekeraar de schending van de mededelingsplicht heeft “ontdekt”. Betoogd wordt wel dat de verzekeraar ook geacht kan worden te hebben “ontdekt” op het moment dat als hij “had behoren te ontdekken”. Bij opzettelijk bedrog van de verzekerde, kan de verzekeraar de overeenkomst binnen twee maanden opzeggen (art. 7:929 lid 2 BW) en bij verzwijging in de zin van art. 7:929 lid 1 BW door de verzekerde, kan de verzekeraar de overeenkomst opzeggen binnen twee maanden nadat hij heeft voldaan aan de plicht van kennisgeving van de verzwijging en heeft gewezen op de gevolgen hiervan (art. 7:929 lid 3 BW).
Als de verzekeraar bij kennis van alle feiten geen verzekeringsovereenkomst had gesloten met de betreffende verzekerde, dan is geen uitkering verschuldigd wanneer die essentiële feiten niet bekend waren bij het sluiten van de overeenkomst (art. 7:930 lid 4 BW).
Wanneer de feiten die verzwegen zijn, niet belangrijk waren voor de verzekeringsovereenkomst, dan vindt toch een uitkering plaats (art. 7:930 lid 2 BW).
Verder kan nog een korting op de uitkering plaatsvinden met het bedrag, dat de premie meer zou bedragen of de verzekerde som minder zou bedragen (bij kennis van alle feiten) (art. 7:930 lid 3 BW).
De verzekeraar kan zich niet beroepen op de vernietiging op grond van bedrog (art. 3:44 lid 3 BW) of op grond van dwaling (art. 6:228 BW), maar zal moeten terugvallen op de regels in het verzekeringsrecht (art. 7:931 BW).
Voor de opzegging van een verzekeringsovereenkomst door de verzekerde geldt een termijn van twee maanden (art. 7:940 lid 1 & 2 BW).

## Verjaring
Volgens art. 7:942 lid 1 BW verjaart een rechtsvordering tegen de verzekeraar tot het doen van een uitkering drie jaren na bekendheid met de opeisbaarheid bij de tot uitkering gerechtigde. Onder de 'tot uitkering gerechtigde' kunnen zowel de verzekerde maar ook een letselschadeslachtoffer zijn, die een directe actie heeft op grond van art. 7:954 BW.
De verzekernemer kan de verjaringstermijn stuiten, waardoor de verjaringstermijn van drie opnieuw gaat lopen. De verjaringstermijn kan worden gestuit door het versturen van een schriftelijk aanmaning (art. 3:317 BW) of een schriftelijke mededeling dat hij aanspraak maakt op de uitkering. In het eerste geval begint de verjaringstermijn de volgende dag en in het laatste geval begint de verjaringstermijn de dag waarop de verzekeraar de aanspraak erkent of ondubbelzinnig afwijst. Als het een verzekering tegen aansprakelijkheid betreft dan wordt de verjaring door iedere onderhandeling gestuit.
Met de inwerkingtreding van het nieuwe verzekeringsrecht per 1 januari 2006 is een bijzondere verjaringsregel geïntroduceerd in art. 7:942 BW, waarvan niet in het nadeel van de verzekernemer mag worden afgeweken. Vóór die datum was men gebonden aan de algemene verjaringsregel in art. 3:307 BW die een verjaringstermijn van vijf jaren kent, waarvan in het nadeel van de verzekernemer mocht worden afweken tot één jaar.
Tot 1 januari 2010 werd de verjaringstermijn hiermee eveneens verkort naar zes maanden, indien de verzekeraar de claim van de verzekernemer afwees. Als gevolg hiervan moesten verzekernemers dan iedere zes maanden de verjaring stuiten. En op de verzekeraar lag de verplichting om een afwijzing via een aangetekende brief te versturen.

## Vormen van verzekering

### Onderlinge verzekering
De onderlinge verzekering houdt in, dat de verzekeraar een onderlinge waarborgmaatschappij (art. 2:53 lid 2 BW) is. Het gaat hierbij om een vereniging die bij notariële akte is opgericht en tot doel heeft “het sluiten van verzekeringsovereenkomsten met haar leden”. Het doel hiervan is niet het maken van winst, maar spreiding van de risico’s. Wanneer er U.A. (uitgesloten aansprakelijkheid) vermeld is achter haar naam, hoeven de leden en oud-leden niet bij te dragen in de tekorten van de onderlinge waarborgmaatschappij.

### Assurantiebeurs
Daarnaast bestaat nog de mogelijkheid van een beurspolis: de verzekering komt dan tot stand op de assurantiebeurs in Amsterdam of Rotterdam. De verschillende verzekeraars tekenen dan op één polis en bij de totstandkoming is meestal een tussenpersoon betrokken. Hier gelden als polisvoorwaarden de gedeponeerde standaardvoorwaarden.

### Schade- of sommenverzekering
Er wordt in het Burgerlijk Wetboek een onderscheid gemaakt tussen de schadeverzekering (afdeling 2 van titel 7.17) en de sommenverzekering (afdeling 3 van titel 7.17).
Bij een schadeverzekering wordt de schade van de verzekerde vergoed (art. 7:944 BW) en bij de sommenverzekering wordt een bedrag uitbetaald, waarbij het niet van belang is of de verzekerde schade heeft geleden of niet (art. 7:964 BW). Een voorbeeld van een sommenverzekering is de levensverzekering (art. 7:975 – 986 BW).

### Schadeverzekering
Een schadeverzekering dient tot vergoeding van vermogensschade (art. 7:944 BW). Voorbeelden van zo’n verzekering zijn: inboedelverzekering, aansprakelijkheidsverzekering, autoverzekering en de rechtsbijstandverzekering. Een schadeverzekering gaat mee over op de verkrijger, wanneer het gevaarsobject (verzekerd voorwerp) wordt overgedragen (art. 7:948 lid 1 BW).
Wanneer de verzekerde overlijdt, kunnen zijn erfgenamen of de verzekeraar de verzekering opzeggen binnen 9 maanden na het bekend worden met het overlijden, met een opzegtermijn van één maand (art. 7:950 BW).
Wanneer er schade ontstaat aan een zaak, door de aard of het gebrek van die zaak, wordt deze schade niet vergoed (art. 7:951 BW). Er wordt ook geen schade vergoed, wanneer deze door opzet of roekeloosheid van de verzekerde is veroorzaakt (art. 7:952 BW).
Gebouwen worden vergoed naar hun herbouwwaarde (art. 7:956 BW) (“brandverzekering”). Dit is niet in strijd met het indemniteitsbeginsel (art. 7:960 BW) als uiteindelijk meer wordt vergoed dan de dagwaarde en de nieuwwaarde wordt uitbetaald, hetgeen al is bepaald in jurisprudentie van de Hoge Raad (arrest “Marings Boerderij”, NJ 1972, 339 en arrest “Fraser Assuradeuren/Bruinisse”, NJ 1994, 686). Er mag zelfs de herbouwwaarde worden uitgekeerd, wanneer er niet tot herbouw wordt overgegaan (arrest “Landgoed Kraaijenbeek”, NJ 1978, 577). Nu is in art. 7:960 BW vastgelegd, dat wanneer vooraf door een deskundige de waarde is vastgesteld, het indemniteitsbeginsel buiten beschouwing wordt gelaten.
Een taxatie door een deskundige is onaantastbaar volgens jurisprudentie van de Hoge Raad (arrest Assuradeuren/CSF, NJ 1992, 245).
Voor overige zaken, waaronder roerende zaken, geldt dat ze worden vergoed naar hun vervangingswaarde (art. 7:956 BW). Dit komt niet overeen met de nieuwwaarde, omdat het gaat om naar ouderdom, kwaliteit etc. vergelijkbare zaken (art. 7:956 BW).
Bij de berekening van de schade wordt er onderscheid gemaakt tussen totaal verlies (art. 7:958 lid 1 BW) en gedeeltelijke schade (art. 7:958 lid 4 BW).
Bij totaal verlies is de zaak helemaal verloren gegaan, zodanig beschadigd dat het niet meer kan worden gebruikt of kwijt geraakt en kan het niet meer worden teruggevonden (art. 7:958 BW).
Bij gedeeltelijke schade van een zaak heeft de verzekeraar de keuze tussen vergoeding van de herstelkosten en vergoeding van de waardevermindering (waarde gezonde zaak – waarde beschadigde zaak): aftrekmethode (art. 7:958 lid 4 BW).
De verzekeraar wordt gesubrogeerd in de vordering tot vergoeding van de schade (art. 7:962 BW).
Aanvullende regels:
- duur van de verzekering (staat in de polis): de meeste verzekeringen zijn voor bepaalde tijd.
- algemene voorwaarden (deze staan in de “polismantel”) en hierop is afdeling 6.5.3 BW (algemene voorwaarden) van toepassing. Zie hierover de tekst over algemene voorwaarden.
- regels m.b.t. risicoverzwaring door de verzekerde na het sluiten van de verzekeringsovereenkomst.
- de clausule ‘of voor wie het aangaat’: de verzekeraar aanvaardt dan elke belanghebbende ten tijde van het verzekerde voorval als begunstigde van de uitkering.

Vereisten voor uitkeerbaarheid van de schade:
- Aanwezigheid van het onzekere voorval, dat verzekerd was
- Schade
- Causaal (oorzakelijk) verband tussen dat onzekere voorval en de schade. Bij het causaal verband zijn er drie leren in de rechtswetenschap.

1. De conditio sine qua non (de omstandigheid zonder welke de schade niet was ontstaan): zonder het voorval was de schade niet ontstaan. De schade is dus veroorzaakt door dat voorval. Deze causaliteitsregel ligt ten grondslag aan de aansprakelijkheid o.g.v. onrechtmatige daad (art. 6:162 BW) en wanprestatie (contractbreuk) (art. 6:74 BW).
2. De leer van de adequate veroorzaking (geldt nu niet meer, maar tot 1970 nog wel): de schade is uit ervaringsregels het te verwachten gevolg van het betreffende voorval
3. de toerekeningsleer: de schade moet in redelijkheid aan de dader kunnen worden toegerekend, om causaal verband tussen voorval en schade te doen opleveren. Deze regel is voor de schadevergoedingsplicht vastgelegd in art. 6:98 BW.
4. Causa proxima leer: er is alleen sprake van een causaal verband tussen het meest recente voorval en de schade. Zijn er meerdere voorvallen geweest, dan wordt de schade dus toegerekend aan het laatste voorval.

### Sommenverzekering
Bij de sommenverzekering maakt het niet uit of de begunstigde wel of geen schade heeft geleden, en kan alleen bij persoonsverzekeringen (die het leven of de gezondheid van een mens betreffen, art. 7:925 lid 2 BW) en bij verzekeringen die daartoe bij Algemene Maatregel van Bestuur (AMvB) zijn aangewezen (art. 7:964 BW).
Bij sommenverzekeringen wordt een onderscheid gemaakt tussen de verzekerde (wiens gezondheid of leven verzekerd is) en de begunstigde die het bedrag uitgekeerd krijgt (art. 7:965 BW).
De verzekeringnemer kan de begunstigde wijzigen of herroepen of het recht op uitkering onder bewind stellen (art. 7:966 lid 1 BW).
Als de begunstigde vóór de aanvaarding van zijn aanwijzing als begunstigde overlijdt, vervalt dit recht (art. 7:967 lid 1 sub a BW).
De begunstigde ontvangt geen uitkering van de verzekering wanneer hij onherroepelijk is veroordeeld ter zake dat hij de verwezenlijking van het risico (bijvoorbeeld bij een overlijdensrisicoverzekering de dood van de verzekerde) opzettelijk teweeg heeft gebracht of daaraan opzettelijk meegewerkt heeft (art. 7:973 BW).
De levensverzekering (art. 7:975 – 7:986 BW) is de bekendste sommenverzekering. De ongevallenverzekering valt hier niet onder (art. 7:975 BW). Dit is een gemengde verzekering.
Bij de levensverzekering is er zowel sprake van een risico- als van een spaarelement. Het risicoelement vloeit voort uit de onzekerheid van het totale bedrag dat nog aan premies moet worden betaald en het tijdstip van overlijden (dus het tijdstip van uitkeren). Er moet wel sprake zijn van “ideëel belang” tussen de verzekerde en de begunstigde (familierelatie, bloedverwantschap).
Het spaarelement vloeit voort uit het recht van afkoop van de levensverzekering door de verzekerde (art. 7:978 lid 1 BW). De verzekering wordt dan beëindigd als er geen uitkeringen meer openstaan als tegoeden.
De levensverzekering krijgt dan het karakter van een gemengde verzekering, waarbij de verzekeraar bijvoorbeeld tot uitkering overgaat wanneer de verzekerde 65 jaar is geworden en bij eerder overlijden gaat de uitkering dan naar zijn erfgenamen.
Het recht tot wijziging van de begunstigde (art. 7:966 BW) en het recht op afkopen van de verzekering zijn beschikkingsrechten en vermogensrechten van de verzekerde, die bij faillissement van de verzekerde ook door de curator kunnen worden uitgeoefend (arrest Weduwe Fortmann, HR 5 december 1913, NJ 1914, 257).
De verzekeraar gaat niet tot uitkering over, wanneer de begunstigde onherroepelijk is veroordeeld tot het veroorzaken van de dood van de verzekerde (doodslag, moord, dood door schuld) (art. 7:973 BW). Er kan dan nog wel worden uitgekeerd aan andere erfgenamen van de verzekerde (arrest “Auto in kanaal”, NJ 1978, 114).
Bij zelfmoord van de verzekerde geldt, dat wanneer dit binnen een bepaalde termijn na het sluiten van de verzekering (bijvoorbeeld een jaar, staat vaak vermeld in de polis) gebeurt, er dan geen uitkering plaatsvindt.
De verjaringstermijn voor het doen van een vordering tot uitkering van een levensverzekering bedraagt vijf jaren (art. 7:985 BW).

### Lijfrente
De lijfrente is sinds 1 januari 2006 opgenomen in titel 7.18 van het Burgerlijk Wetboek. Voorheen werd het geregeld in art. 7A: 1813 e.v. BW.
De lijfrente is ook een kansovereenkomst die afhankelijk is van het in leven blijven van één of meer lijfrentenemers (art. 7:990 BW). Dit is het omgekeerde van een levensverzekering, waarbij er juist wordt uitgekeerd bij het overlijden van de verzekerde.
Bij de lijfrenteovereenkomst betaalt de lijfrentenemer een som ineens aan de lijfrentegever, die hem vervolgens hierover periodiek rente uitkeert.
De lijfrentegever (schuldenaar) mag zijn betalingsverplichting opschorten, wanneer hij gerechtvaardigd twijfelt aan het wel of niet in leven zijn van de lijfrentenemer (art. 7:991 lid 2 BW).
Wanneer de lijfrentenemer (het lijf) overlijdt gedurende een tijdvak, dan wordt de rente betaald naar evenredigheid van de dagen, waarin hij nog geleefd heeft (art. 7:992 BW). Gaat iemand bijvoorbeeld op 10 april dood, dan wordt er over de dagen 1 t/m. 9 april nog een lijfrente berekend en uitbetaald.